# Leontodon pyrenaicus
Leontodon pyrenaicus é uma espécie de planta com flor pertencente à família Asteraceae. 
A autoridade científica da espécie é Gouan, tendo sido publicada em Tableau Encyclopedique et Methodique...Botanique 55, t. 22. 1773.

## Portugal
Trata-se de uma espécie presente no território português, nomeadamente os seguintes táxones infraespecíficos:
- Leontodon pyrenaicus subsp. cantabricus - presente em Portugal Continental. Em termos de naturalidade é endémica da Península Ibérica. Não se encontra protegida por legislação portuguesa ou da Comunidade Europeia.
- Leontodon pyrenaicus subsp. herminicus - presente em Portugal Continental. Em termos de naturalidade é endémica da região atrás referida. Não se encontra protegida por legislação portuguesa ou da Comunidade Europeia.